# میدان برداری کیلینگ

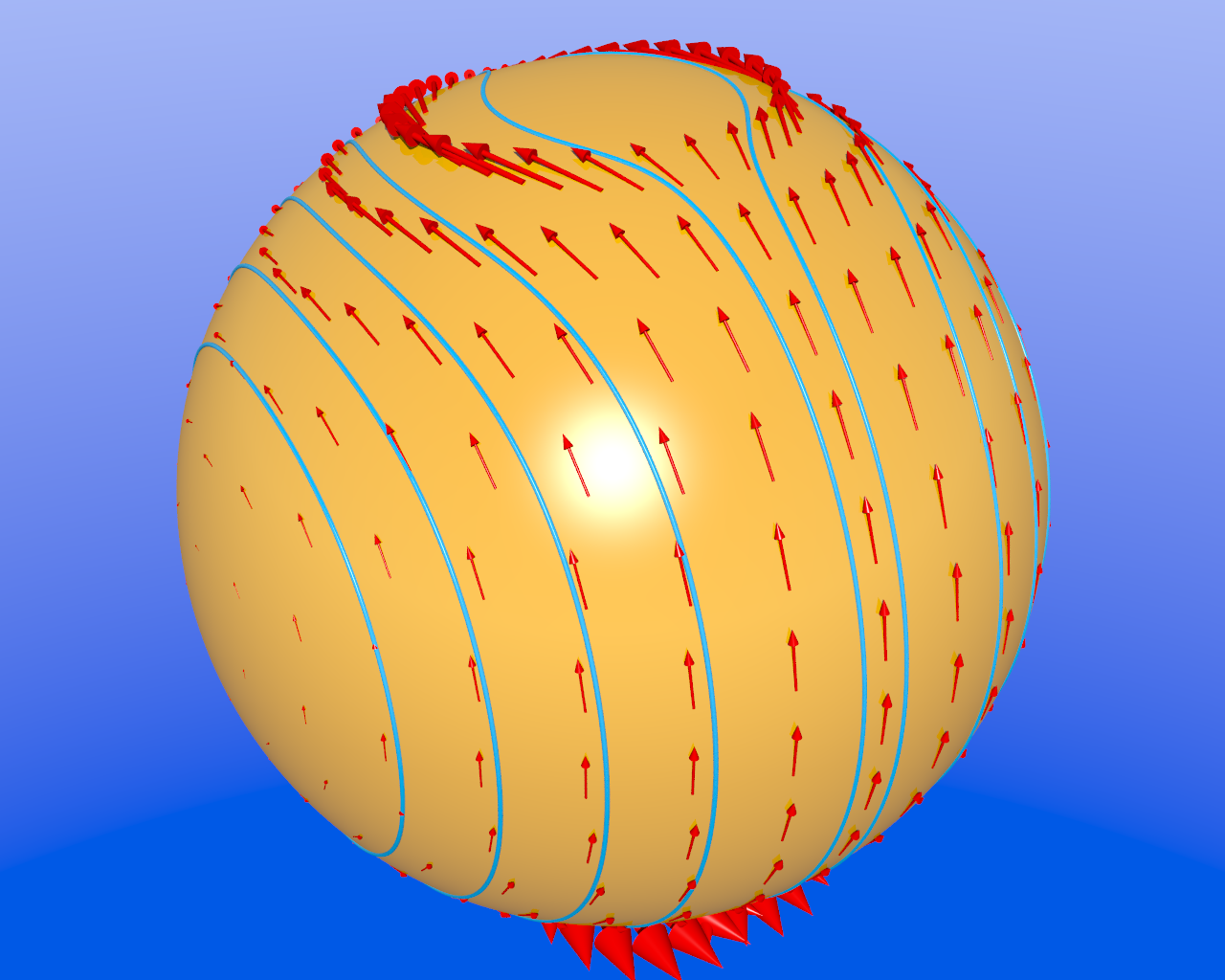
میدان بُرداری کِشنده (قرمز) که همراه با منحنی انتگرال (آبی) روی سطح کروی، کشیده‌ شده است. (K=sin⁡φeθ+cot⁡θcos⁡φeϕ)

در ریاضیات، میدان برداری کیلینگ (به انگلیسی: Killing Vector Field) (که اغلب به آن میدان کیلینگ می‌گویند)، که به یاد ویلهلم کیلینگ نامگذاری شده، یک میدان برداری روی منیفلد ریمانی (یا منیفلد شبه-ریمانی) است که متریک را حفظ می‌کند. میدان‌های کیلینگ، مولدهای بی‌نهایت‌کوچکی (infinitesimal) از ایزومتری‌ها می‌باشند؛ یعنی، جریان‌هایی که توسط میدان‌های کیلینگ تولید شده‌اند، ایزومتری‌های پیوسته‌ای از منیفلدها می‌باشند. به زبان ساده‌تر، این جریان تقارن ایجاد می‌کند، بدین معنی که با حرکت دادن هر نقطه روی یک شیء به همان فاصله و در همان جهتی که توسط بردار کیلینگ مشخص می‌گردد، موجب اعوجاج در فواصل روی شیء نمی‌شود.